# Quintus Terentius Culleo (tribun 58 f.Kr.)
Quintus Terentius Culleo var en romersk politiker.
Terentius Culleo var Ciceros och Pompejus vän. Han är bekant i historien om den tidens inbördeskrig. År 58 f.Kr. var Terentius Culleo folktribun.